# Рзаев, Агабаба Самед оглы
Агабаба Самед оглы Рзаев (1921, Баку — 1993, Азербайджан) — азербайджанский общественный, государственный и политический деятель. Заслуженный журналист Азербайджана (1991).

## Биография
Родился в 1921 году в Баку. Член КПСС с 1944 года.
С 1937 года — на хозяйственной, общественной и политической работе. В 1937–1979 гг. — сотрудник издательства и редакций газет.
Участник Великой Отечественной войны, командир отделения 2-го отдельного штурмового инженерно-саперного батальона 64-й комсомольской инженерно-саперной бригады.
Заведующий отделом, переводчик-редактор, собкор, ответственный секретарь газеты «Коммунист». Слушатель ВПШ. 
Заместитель редактора газеты «Коммунист». Заместитель заведующего отделом ЦК КП Азербайджанской ССР.
Редактор журнала «Азербайджан коммунисти», начальник Главлита, главный редактор газеты «Коммунист».
Избирался депутатом Верховного Совета Азербайджанской ССР 7–9 созывов.
Умер в Азербайджане в 1993 году.